# Eparquía de Jornabuyi
La eparquía de Jornabuyi (en georgiano: ხორნაბუჯის ეპარქია) es una eparquía (diócesis) de la iglesia ortodoxa georgiana con sede en Jornabuyi, Georgia. Tiene jurisdicción sobre el municipio georgiano de Dedoplistskaro.

## Historia
Según la “Vida” de Vajtang I Gorgasali, compilada por Juansher Juansheriani, en la década de 470 se establecieron cinco eparquías en Kajetia-Heretia, incluida Jornabuyi, que lleva el nombre de la fortaleza de Jornabuyi. La diócesis probablemente existió hasta el siglo XVIII, después de lo cual fue anexada a la eparquía de Bodbe. Así, en los Cánones del Concilio Eclesiástico de 1748, el obispo Onuphry de Bodbe también es mencionado como obispo de “Jornabuya y todos los georgianos”.
Según la decisión de la reunión del Santo Sínodo del 30 de abril de 2009, el lado heretiano fue separado de la eparquía de Nekresi y Heretia, y se nombró un obispo titular para Heretia con sede en Tiflis. En la misma sesión, el Santo Sínodo eligió como candidato al sacerdocio al archimandrita Meljisedek Jachidze, quien fue consagrado metropolitano de Heretia el 3 de mayo de 2009 en la catedral de Svetitsjoveli. Como informaron los medios de comunicación georgianos, en agosto de 2009, la eparquía ya se llamaba eparquía de Dedoplistskaro y Heretia (antes Dedoplistskaro formaba parte de la eparquía de Bodbi), y Dedoplistskaro era definida como la sede del sacerdote.
Según la sesión del sínodo del 21 de diciembre de 2010, la diócesis volvió a su nombre histórico y pasó a llamarse eparquía de Jornabuyi y Heretia. Según la decisión del 3 de junio de 2014, las parroquias de Heretia fueron separadas de la eparquía de Jornabuyi y Heretia, creándose la eparquía de Qaj y Kurmuji.

## Arzobispos metropolitanos
| Imagen | Nombre              | Periodo                                   |
| ------ | ------------------- | ----------------------------------------- |
|        | Meljisedek Jachidze | 3 de mayo de 2009 - 12 de enero de 2015   |
|        | Dimitri Kapanadze   | 12 de enero de 2015 – 23 de enero de 2022 |